# Eustenogaster
Eustenogaster is een geslacht van hangwespen waarvan de soorten voorkomen van Zuid-Indië tot Indochina, Indonesië en de Filipijnen. De wetenschappelijke naam is voor het eerst geldig gepubliceerd in 1969 door van der Vecht.

## Taxonomie
Er zijn 15 soorten beschreven:
- Eustenogaster agilis van der Vecht 1969
- Eustenogaster calyptodama Sakagami en Yoshikawa 1968
- Eustenogaster eximia Bingham 1890, Dover en Rao 1922
- Eustenogaster fraterna Bingham 1897
- Eustenogaster fulvipennis Cameron 1902
- Eustenogaster fumipennis Saito 2007
- Eustenogaster gibbosa Starr en van der Vecht 2006
- Eustenogaster hauxwellii Bingham 1894
- Eustenogaster latebricola Saito 2007
- Eustenogaster luzonensis Rohwer 1919
- Eustenogaster micans De Saussure 1852
- Eustenogaster nigra Saito en Nguyen 2006
- Eustenogaster palavanica Reyes 1988
- Eustenogaster scitula Bingham 1897
- Eustenogaster spinicauda Saito 2007

## Bron
- Stefano Turillazzi, "The Biology of Hover Wasps," Springer 2012.